# Орден Амира Темура
Орден Амира Темура (узб. Amir Temur ordeni) — государственная награда Республики Узбекистан.

## История
Орден Амира Темура был учреждён на основании Закона Республики Узбекистан от 26 апреля 1996 года за № 225-I.
Орден посвящён основателю государства Тимуридов Тамерлану.
28 августа 1996 года Указом Главы государства города Самарканд и Шахрисабз были награждены этим орденом.
В 1997 и 2003 годах в статут ордена вносились изменения.
В 2014 году орденом Амира Темура был награждён город Термез.

## Положение
1. Орденом Амира Темура награждаются граждане Республики Узбекистан за выдающиеся заслуги в укреплении государственности, значительный вклад в развитие зодчества, науки, литературы и искусства, в том числе военного искусства. Орденом Эмира Тимура также награждаются за особый вклад в деле укрепления межгосударственного сотрудничества, мира и дружбы между народами. Орденом Амира Темура могут награждаться и лица, не являющиеся гражданами Республики Узбекистан.
2. Представление к награждению, награждение и вручение ордена Амира Темура производится в порядке, предусмотренном Законом Республики Узбекистан «О государственных наградах».
3. Лица, награждённые орденом Амира Темура, получают единовременное денежное вознаграждение в размере семидесятикратной минимальной заработной платы. Лица, награждённые орденом Амира Темура, пользуются льготами, устанавливаемыми законодательством.
4. Орден Амира Темура носится на правой стороне груди после ордена «Мустақиллик».
5. При посмертном награждении орденом Амира Темура, орден, документ о награждении и единовременная денежная выплата вручаются семье награждённого.

## Описание

### 1 тип

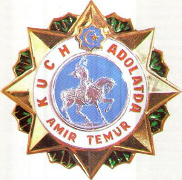
Орден эмира Тимура 1 типа

Орден изготавливается из сплава серебра 925 пробы, покрытого золотом толщиной 0,25 микрона, и представляет собой выпуклую восьмиконечную звезду с двухгранными лучами. Между углами звезды расположены пучками расходящиеся штралы, покрытые эмалью зелёного цвета. Расстояние между противоположными концами звезды 57 миллиметров. Диаметр окружности, в которую вписываются лучи, — 52 миллиметра.
В центре ордена, на фоне сплошной голубой эмали изображен серебристого цвета эмир Тимур, восседающий на белом коне в движении. Изображение Тимура на конце обрамлено ободком, диаметр которого по внешней линии 35,5 миллиметра, по внутренней линии— 24,5 миллиметра.
Вверху ободка на белой эмали, обрамляющей облик Тимура, изображен голубой мусамман с полумесяцем и звездой. Мусамман вписывается в окружность диаметром 8 миллиметров. Диаметр окружности полумесяца 5,5 миллиметра, пятиконечной звезды — 3,5 миллиметра.
На ободке слева от мусаммана буквами высотой 3 миллиметра расположена надпись «KUCH», справа от мусаммана буквами высотой 3 миллиметра — надпись «ADOLATDA». Внизу на ободке буквами высотой 2,5 миллиметра расположена надпись «AMIR TEMUR».
На оборотной стороне орден имеет гаечное крепление.
В нижней части наносится номер ордена вогнутым шрифтом размером 1 миллиметр.
Высота ордена 7,5 миллиметра.
Вес ордена 68 граммов.

### 2 тип
Орден Амира Темура изготавливается из серебра 925 пробы, покрытого золотом толщиной 1 микрон, и представляет собой восьмиконечную звезду с двухгранными лучами. Между углами звезды расположены пучками расходящиеся штралы, покрытые эмалью изумрудного цвета. Расстояние между противоположными концами звезды 57 миллиметров. Диаметр окружности, в которую вписываются лучи — 52 миллиметра.
В центре ордена изображена серебристого цвета фигура Амира Темура, восседающего на коне. Фон за фигурой, выполненный из цветной эмали голубого цвета.
Вверху ободка, обрамляющего конную статую, изображен символ Государственного герба Республики Узбекистан — голубой мусамман с полумесяцем и звездой. Мусамман вписывается в окружность диаметром 10,5 миллиметров, диаметры окружностей полумесяца и пятиконечной звезды соответственно составляют 5 миллиметров и 2,6 миллиметра. В верхней половине ободка на белом эмалевом фоне расположена надпись «AMIR TEMUR», покрытая эмалью красного цвета. Высота букв — 2,5 миллиметра. Надпись вдоль ободка обрамлена бусовым орнаментом. Диаметр ободка — 36 миллиметров, ширина — 6 миллиметров.
В нижней части ободка на белом эмалевом фонде размещена надпись «KUCH ADOLATDA», выполненная голубой эмалью. Высота букв — 3 миллиметра. Края ободка с обеих сторон окаймлены бортиком толщиной 1 миллиметр, выполненным красной эмалью.
Верхняя и нижняя половины ободков разделены двумя рубиновыми камнями диаметром 2,7 миллиметра.
Оборотная сторона ордена вогнутая. В центре находится нарезной штифт с гайкой для крепления.
В нижней части нанесен номер ордена вогнутым шрифтом размером 1 миллиметр.
Толщина ордена 8 миллиметров.
Вес ордена 60,5 грамма.